# جداره ساختمان عهدنو
جداره ساختمان عهدنو مربوط به دوره پهلوی است و در تبریز، خیابان امام، ضلع جنوبی شرقی میدان باغ گلستان واقع شده و این اثر در تاریخ ۱۳ خرداد ۱۳۸۶ با شمارهٔ ثبت ۱۹۲۰۹ به‌عنوان یکی از آثار ملی ایران به ثبت رسیده است.